# Albert Lea
Albert Lea város az USA Minnesota államában. Lakosainak száma 18 492 fő (2020. április 1.).

## Népesség
A település népességének változása:

| 2010 | 18 016 |
| 2020 | 18 492 |